# گردش جوی

نمایی از گردش جوی و سلول‌های قطبی، فرل و هادلی

گردش جوی یا گردش اتمسفری، اصطلاحی کلی برای تعیین پویایی آب‌وهوای اتمسفر زمین است و مدلی است برای نمایش واقعی اتمسفر زمین و تغییرات آب‌وهوایی آن.
گردش هواسپهر بر اثر تفاوت گرمایی است و زمانی رخ می‌دهد که همرفت جهت انتقال گرما بیشتر از تابش گرمایی باشد. بر روی سیاره‌ها، زمانی که منبع اولیه گرما تابش خورشیدی باشد، گرمای اضافی در مدارهای استوایی به عرض‌های جغرافیایی بالاتر منتقل می‌شود. زمانی که یک سیاره، مقادیر زیادی از گرما را درون خود تولید کند (مانند مشتری)، فرایند همرفت در اتمسفر می‌تواند انرژی گرمایی را از لایه‌های داخلی با دمای بالاتر به سطح سیاره منتقل کند.